# Desmopsis oerstedii
Desmopsis oerstedii Saff. – gatunek rośliny z rodziny flaszowcowatych (Annonaceae Juss.). Występuje naturalnie w Kostaryce oraz Panamie. 

## Morfologia
PokrójZimozielone drzewo lub krzew dorastające do 2–8 m wysokości.
LiścieMają eliptyczny kształt. Mierzą 3,2–17,3 cm długości oraz 2,2–8,8 cm szerokości. Nasada liścia jest klinowa lub rozwarta. Liść na brzegu jest całobrzegi. Wierzchołek jest spiczasty. Ogonek liściowy jest owłosiony i dorasta do 3–7 mm długości.
KwiatySą pojedyncze lub zebrane po 2 w pęczki. Rozwijają się w kątach pędów. Działki kielicha mają trójkątny kształt i dorastają do 8 mm długości. Płatki mają kształt od owalnego do lancetowatego i osiągają do 12–15 mm długości. Kwiaty mają około 100 pręcików i 9–20 słupków.
OwocePojedyncze. Mają owalny kształt. Osiągają 17 mm długości.

## Biologia i ekologia
Rośnie w lasach. Występuje na wysokości od 800 do 1800 m n.p.m.